# Schöne Fettschwanzbeutelratte
Die Schöne Fettschwanzbeutelratte (Thylamys pulchellus) kommt im Norden Argentiniens in den Provinzen Catamarca, Chaco, Santiago del Estero und San Juan vor.

## Beschreibung
Die Tiere erreichen eine Kopfrumpflänge von 6,2 bis 9,6 cm und haben einen 7,9 bis 10,8 cm langen Schwanz. Der Schwanz hat in der Regel eine Länge von 120 % der Kopfrumpflänge. Die Tiere sind graubraun gefärbt und an den Körperseiten, im Gesicht, rund um die Augen und an den Wangen deutlich heller als auf dem Rücken und der Kopfoberseite. Wie bei Fettschwanzbeutelratten üblich sind die Haare gebändert mit drei oder vier unterschiedlichen Farbzonen. Die 7 bis 8 mm langen Haare auf der Rückenmitte haben eine graue Basis, gefolgt von einer dunkelbraunen Zone, dann ein cremefarbener Bereich und dunkle Spitzen. Die Augen sind von schmalen dunklen Ringen umgeben, die sich weit nach vorn in Richtung Nase erstrecken, diese aber nicht erreichen. Das Bauchfell ist cremefarben. Die Ohren sind groß, rund und unbehaart. Vorder- und Hinterpfoten sind klein und weißlich. Der der Fettspeicherung dienenden Schwanz kann einen Durchmesser von 6 bis 7 mm erreichen. Er ist auf der Oberseite bräunlich und auf der Unterseite weißlich. Die Weibchen haben keinen Beutel. Die Anzahl der Zitzen ist unbekannt. Der Karyotyp der Schönen Fettschwanzbeutelratte besteht aus einem Chromosomensatz von 2n=14 Chromosomen (FN=20).

## Lebensraum und Lebensweise
Die Schöne Fettschwanzbeutelratte lebt im trockenen Chaco, im Grasland, sowie in Trockenwäldern und Sekundärwäldern, die von Aspidosperma quebracho-blanco, Schinopsis lorentzii und Prosopis-Arten als Bäume dominiert werden. Über ihre Ernährung, ihre Aktivitätsmuster und ihre Fortpflanzungsbiologie ist bisher nichts bekannt.

## Systematik
Die Schöne Fettschwanzbeutelratte wurde erstmals im Jahr 1934 durch den argentinischen Zoologen Ángel Cabrera Latorre unter der Bezeichnung Marmosa janetta pulchella beschrieben, also einer anderen heute nicht mehr als gültig angesehenen Art als Unterart zugeordnet. Terra typica ist Robles in der Provinz Santiago del Estero. Heute gilt die Schöne Fettschwanzbeutelratte als eigenständige Art und wird in die Gattung der Fettschwanzbeutelratten (Thylamys) gestellt. Innerhalb der Gattung Thylamys bildet die Schöne Fettschwanzbeutelratte zusammen mit der Pampas-Fettschwanzbeutelratte (Thylamys citellus) und der Chaco-Fettschwanzbeutelratte (Thylamys pusillus) eine Klade (Chaco-Klade) nah verwandter Arten.

## Status
Die IUCN führt die Schöne Fettschwanzbeutelratte als ungefährdet. Sie hat ein relativ großes Verbreitungsgebiet und ist wahrscheinlich zahlreich.

## Belege
1. 1 2 3 4 5  Diego Astúa: Family Didelphidae (Opossums). in Don E. Wilson, Russell A. Mittermeier: Handbook of the Mammals of the World – Volume 5. Monotremes and Marsupials. Lynx Editions, 2015, ISBN 978-84-96553-99-6. Seite 177 u. 178.
2. ↑  R. Eduardo Palma, Dusan Boric Bargetto, Pablo Jayat, David A. Flores et a.: Molecular phylogenetics of mouse opossums: new findings on the phylogeny of Thylamys (Didelphimorphia, Didelphidae). Zoologica Scripta 43(3):217-234 · Januar 2014, PDF
3. ↑  Thylamys pulchellus in der Roten Liste gefährdeter Arten der IUCN 2016. Eingestellt von: Flores, D. & Teta, P., 2016. Abgerufen am 22.03.2020.